# Sphoeroides tyleri
Sphoeroides tyleri es una especie de peces de la familia Tetraodontidae en el orden de los Tetraodontiformes.

## Morfología
Los machos pueden llegar alcanzar los 12 cm de longitud total.

## Alimentación
Come crustáceos, moluscos y equinodermos

## Hábitat
Es un pez de mar de clima tropical y demersal. que vive entre 10-80  m de profundidad.

## Distribución geográfica
Se encuentra en el Atlántico occidental: desde Colombia hasta el sureste del Brasil. 

## Observaciones
Es inofensivo para los humanos. 